# Apple distinguished school
Apple distinguished schoolとは、Apple社が最新の要件を満たした教育機関を対象にした招待制のプログラムである。認定はAppleが行う。認定は3年間有効で、認定期間内に更新することができる。

## 認定条件
- 1人1台プログラムが2年以上にわたって、確立されていること[1]。
- Appleの製品やサービスを革新的に活用していること[1]。
- 教職員がiPadまたはMacに習熟していること。教職員の75％がApple Teacherとして認定を受けていること[1]。
- 成果が記録されていること[1]。

## 認定校

### 世界の認定校
2020年現在、認定されている学校は34ヵ国の340にわたる。

### 日本の認定校
日本では、大阪女学院大学・大阪女学院短期大学、関西大学初等部、近畿大学附属高等学校、東京インターナショナルスクール、東京成徳大学中学校、松阪市立三雲中学校、三田国際学園中学校・高等学校、上越教育大学附属中学校、洗足学園小学校、北鎌倉女子学園中学校・高等学校、聖徳学園中学・高等学校、静岡聖光学院中学校・高等学校、墨田区立錦糸中学校などの学校が同プログラムに認定された。

#### 認定校期間
- 大阪大学院大学・大阪女学院短期大学
  - 2017-2019[2]
  - 2019-2022[3]
- 関西大学初等部
  - 2018-2021年[4]

- 近畿大学附属中学校
  - 2014-2016年[5]
  - 2016-2018年[6]
  - 2018-2021年[7][6]
- 東京インターナショナルスクール
  - 期間不明
- 東京成徳中学校
  - 2018-2021年[8]

- 松阪市立三雲中学校
  - 2014-2016年[9]
  - 2018-2021年[10]
- 三田国際中学校・高等学校
  - 期間不明
- 上越大学附属中学校
  - 2019-2022年[11]
  - 2022-2025年[12]
- 洗足学園小学校
  - 2019-2022年[13]
- 北鎌倉女子学園中学校・高等学校
  - 2019-2022年[14]
- 聖徳学園中学・高等学校
  - 2021-2024年[15]
- 静岡聖光学院中学校・高等学校（Shizuoka Seiko Academy）　[16]